# تسنانو
تسنانو (به ایتالیایی: Tessennano) یک کومونه در ایتالیا است که در استان ویتربو واقع شده‌است.

## خصوصیات
تسنانو ۱۴٫۶۵ کیلومترمربع مساحت و ۳۳۶ نفر جمعیت دارد و ۳۰۲ متر بالاتر از سطح دریا واقع شده‌است.